# Hibbertia deplancheana
Hibbertia deplancheana är en tvåhjärtbladig växtart som beskrevs av Louis Édouard Bureau och Guillaumin,guillaumin. Hibbertia deplancheana ingår i släktet Hibbertia och familjen Dilleniaceae. Inga underarter finns listade i Catalogue of Life.